# Giải vô địch bóng đá nữ U-20 thế giới 2012
Giải vô địch bóng đá nữ U-20 thế giới 2012 là giải vô địch bóng đá nữ U-20 thế giới lần thứ 6, được tổ chức tại Nhật Bản từ ngày 19 tháng 8 đến ngày 8 tháng 9 năm 2012 với 16 đội tuyển tham dự..
Chủ nhà của giải đấu ban đầu được công bố vào ngày 19 tháng 3 năm 2010 nhưng đã bị hoãn lại bởi FIFA để các quốc gia đăng cai dành thời gian để chuẩn bị hồ sơ đăng cai.
Vào ngày 3 tháng 3 năm 2011, FIFA ban đầu trao quyền đăng cai giải đấu này cho Uzbekistan. Tuy nhiên, đến ngày 18 tháng 12 năm 2011, FIFA đã quyết định tước quyền đăng cai của Uzbekistan vì không đáp ứng được cơ sở hạ tầng, đồng thời đưa Nhật Bản trở thành ứng cử viên cho vị trí chủ nhà. Nhật Bản trở thành chủ nhà của giải đấu này vào ngày 8 tháng 2 năm 2012.

## Vấn đề về đấu thầu và lựa chọn chủ nhà
Việt Nam ban đầu đã giành quyền đăng cai giải đấu. Tuy nhiên, quốc gia này đã phải rút lui vì không thể đảm bảo được sự hậu thuẫn của chính phủ và thấy quá trình đấu thầu của FIFA "gây sức ép".
New Zealand ban đầu đã được yêu cầu sẵn sàng làm địa điểm dự phòng, nhưng cuối cùng đã được trao quyền đăng cai Giải vô địch bóng đá U-20 thế giới 2015 và sau đó FIFA đã trao quyền đăng cai cho Uzbekistan. Tuy nhiên, trong cuộc họp tại Tokyo vào tháng 12 năm 2011, Ủy ban điều hành FIFA đã quyết định hủy bỏ việc Uzbekistan đăng cai giải đấu do "một số vấn đề về hậu cần và kỹ thuật" và thông báo rằng Nhật Bản đã được đề xuất làm đơn vị tổ chức mới.
Liên đoàn bóng đá Uzbekistan đã đề xuất sáu thành phố tổ chức các trận đấu gồm Tashkent, Samarkand, Bukhara, Qarshi, Mubarek và Guzar. Giải đấu sẽ diễn ra tại các sân vận động Sân vận động Trung tâm Pakhtakor và Sân vận động Bunyodkor của Tashkent, Sân vận động Dinamo Samarkand của Samarkand, Sân vận động Buxoro Arena của Bukhara, Sân vận động Nasaf của Qarshi, Sân vận động Bahrom Vafoev của Mubarek và Sân vận động Guzar.

## Địa điểm
Vào ngày 31 tháng 3 năm 2012, FIFA công bố 5 thành phố đăng cai các trận đấu của giải vô địch bóng đá nữ U-20 thế giới 2012.
| Rifu                                              | Saitama                                           | Tokyo                                             | Kobe                                              | Hiroshima                                         |
| ------------------------------------------------- | ------------------------------------------------- | ------------------------------------------------- | ------------------------------------------------- | ------------------------------------------------- |
| Sân vận động Miyagi                               | Sân vận động Urawa Komaba                         | Sân vận động Olympic Quốc gia                     | Sân vận động Tưởng niệm Kobe                      | Hiroshima Big Arch                                |
| Sức chứa: 49.133                                  | Sức chứa: 21.500                                  | Sức chứa: 48.000                                  | Sức chứa: 45.000                                  | Sức chứa: 50.000                                  |
|                                                   |                                                   |                                                   |                                                   |                                                   |
| 38°20′07″B 140°57′02″Đ / 38,335378°B 140,950567°Đ | 35°52′17″B 139°39′57″Đ / 35,871475°B 139,665947°Đ | 35°40′41″B 139°42′54″Đ / 35,678084°B 139,714937°Đ | 34°40′57″B 135°04′49″Đ / 34,682375°B 135,080348°Đ | 34°26′27″B 132°23′39″Đ / 34,440779°B 132,394281°Đ |
| RifuSaitamaTokyoKobeHiroshima                     |                                                   |                                                   |                                                   |                                                   |

## Các đội tham dự
| Liên đoàn                          | Vòng loại                                                 | Các đội                                    |
| ---------------------------------- | --------------------------------------------------------- | ------------------------------------------ |
| AFC (Châu Á)                       | Giải vô địch bóng đá nữ U-19 châu Á 2011                  | CHDCND Triều Tiên · Trung Quốc · Hàn Quốc* |
| CAF (Châu Phi)                     | Vòng loại khu vực châu Phi 2012                           | Ghana · Nigeria                            |
| CONCACAF (Bắc, Trung Mỹ và Caribe) | Giải vô địch bóng đá nữ U-20 Bắc, Trung Mỹ và Caribe 2012 | Hoa Kỳ · Canada · México                   |
| CONMEBOL (Nam Mỹ)                  | Giải vô địch bóng đá nữ U-20 Nam Mỹ 2012                  | Brasil · Argentina                         |
| OFC (Châu Đại Dương)               | Giải vô địch bóng đá nữ U-20 châu Đại Dương 2012          | New Zealand                                |
| UEFA (Châu Âu)                     | Giải vô địch bóng đá nữ U-19 châu Âu 2011                 | Đức · Na Uy · Thụy Sĩ · Ý                  |
| Chủ nhà                            | Chủ nhà                                                   | Nhật Bản                                   |

* Hàn Quốc giành quyền tham dự do Nhật Bản là chủ nhà.

## Cầu thủ tham dự
Tất cả các đội tham dự đều phải đăng ký 21 cầu thủ, trong đó có 3 thủ môn. Tất cả các đội đều phải chốt danh sách đến hết ngày 10 tháng 8 năm 2012.

## Trọng tài
Có tất cả 14 trọng tài và 28 trợ lý trọng tài sẽ tham gia điều khiển các trận đấu của giải vô địch bóng đá nữ U-20 thế giới.
| Liên đoàn | Trọng tài                                                                                | Trợ lý trọng tài |
| --------- | ---------------------------------------------------------------------------------------- | --- |
| AFC       | Abirami Apbai Naidu Tần Lượng Sato Nami Kajiyama Fusako                                  | Rohaidah Mohamed Nasir Chiba Emi Thôi Vịnh Mai Phương Yên Kiều Thị Thủy Lee Seul-gi Takahashi Saori Praphaiphit Tarik                                                           |
| CAF       | Fadouma Dia                                                                              | Mana Ayawa Dzodope Souad Oulhaj |
| CONCACAF  | Margaret Domka Dianne Ferreira-James Lucila Venegas                                      | Emperatriz Ayala Enedina Caudillo Lixy Enriquez Flor Escobar Kimberly Moreira Patricia Pacheco                                                                                  |
| CONMEBOL  | Ana Marques                                                                              | Mariana de Almeida Yoly Garcia |
| UEFA      | Teodora Albon Christine Baitinger (Beck) Pernilla Larsson Silvia Spinelli Esther Staubli | Natalie Aspinall (Walker) Eveline Bolli Ella De Vries Petruta Iugulescu Angela Kyriakou Sian Massey Manuela Nicolosi Sanja Rodak Maria Sukenikova (Lisicka) Karine Vives Solana |

## Phân loại hạt giống
Lễ bốc thăm được tổ chức vào ngày 4 tháng 6 năm 2012 tại Tokyo.
| Nhóm 1                                              | Nhóm 2                                  | Nhóm 3                    | Nhóm 4                                    |
| --------------------------------------------------- | --------------------------------------- | ------------------------- | ----------------------------------------- |
| Nhật Bản (A1) · CHDCND Triều Tiên · Brasil · Hoa Kỳ | Trung Quốc · Hàn Quốc · Canada · México | Đức · Ý · Na Uy · Thụy Sĩ | Ghana · Nigeria · Argentina · New Zealand |

## Vòng bảng
Giờ thi đấu tính theo giờ địa phương (UTC+9).

### Bảng A
| Đội         | Tr | T | H | B | BT | BB | HS | Đ |
| ----------- | -- | - | - | - | -- | -- | -- | - |
| Nhật Bản    | 3  | 2 | 1 | 0 | 10 | 3  | +7 | 7 |
| México      | 3  | 2 | 0 | 1 | 7  | 4  | +3 | 6 |
| New Zealand | 3  | 1 | 1 | 1 | 4  | 7  | −3 | 4 |
| Thụy Sĩ     | 3  | 0 | 0 | 3 | 1  | 8  | −7 | 0 |

| New Zealand             | 2–1      | Thụy Sĩ        |
| ----------------------- | -------- | -------------- |
| Millynn 39' · White 52' | Chi tiết | Aigbogun 90+1' |

| Nhật Bản                                                         | 4–1      | México       |
| ---------------------------------------------------------------- | -------- | ------------ |
| Shibata 32' · Naomoto 56' · Yokoyama 77' · Tanaka Y. 89' (ph.đ.) | Chi tiết | Huerta 90+1' |

| México                     | 2–0      | Thụy Sĩ |
| -------------------------- | -------- | ------- |
| Huerta 46' · Jiménez 90+1' | Chi tiết |         |

| Nhật Bản                   | 2–2      | New Zealand                   |
| -------------------------- | -------- | ----------------------------- |
| Tanaka 37' · Michigami 71' | Chi tiết | Nakada 11' (l.n.) · White 15' |

| México                                                  | 4–0      | New Zealand |
| ------------------------------------------------------- | -------- | ----------- |
| Huerta 47' · Gómez-Junco 74' · Franco 85' · Jiménez 87' | Chi tiết |             |

| Thụy Sĩ | 0–4      | Nhật Bản                                                |
| ------- | -------- | ------------------------------------------------------- |
|         | Chi tiết | Tanaka Y. 30' 47' · Nishikawa 52' · Naomoto 84' (ph.đ.) |

### Bảng B
| Đội      | Tr | T | H | B | BT | BB | HS | Đ |
| -------- | -- | - | - | - | -- | -- | -- | - |
| Nigeria  | 3  | 2 | 1 | 0 | 7  | 1  | +6 | 7 |
| Hàn Quốc | 3  | 2 | 0 | 1 | 4  | 2  | +2 | 6 |
| Brasil   | 3  | 0 | 2 | 1 | 2  | 4  | –2 | 2 |
| Ý        | 3  | 0 | 1 | 2 | 1  | 7  | –6 | 1 |

| Brasil       | 1–1      | Ý          |
| ------------ | -------- | ---------- |
| Amanda 90+2' | Chi tiết | Linari 38' |

| Nigeria                    | 2–0      | Hàn Quốc |
| -------------------------- | -------- | -------- |
| Okobi 15' · Oparanozie 67' | Chi tiết |          |

| Brasil                | 1–1      | Nigeria    |
| --------------------- | -------- | ---------- |
| Giovanna Oliveira 87' | Chi tiết | Ordega 44' |

| Ý | 0–2      | Hàn Quốc                            |
| - | -------- | ----------------------------------- |
|   | Chi tiết | Lee Geum-Min 54' · Jeoun Eun-Ha 56' |

| Ý | 0–4      | Nigeria                              |
| - | -------- | ------------------------------------ |
|   | Chi tiết | Ordega 22', 40', 47' · Igbinovia 86' |

| Hàn Quốc              | 2–0      | Brasil |
| --------------------- | -------- | ------ |
| Jeoun Eun-Ha 74', 82' | Chi tiết |        |

### Bảng C
| Đội               | Tr | T | H | B | BT | BB | HS  | Đ |
| ----------------- | -- | - | - | - | -- | -- | --- | - |
| CHDCND Triều Tiên | 3  | 3 | 0 | 0 | 15 | 3  | +12 | 9 |
| Na Uy             | 3  | 2 | 0 | 1 | 8  | 6  | +2  | 6 |
| Canada            | 3  | 1 | 0 | 2 | 8  | 4  | +4  | 3 |
| Argentina         | 3  | 0 | 0 | 3 | 1  | 19 | −18 | 0 |

| CHDCND Triều Tiên                                                | 4–2      | Na Uy                          |
| ---------------------------------------------------------------- | -------- | ------------------------------ |
| Yun Hyon-Hi 15', 40' (ph.đ.) · Kim Un-Hwa 72' · Kim Su-Gyong 77' | Chi tiết | Hansen 23' · Ad. Hegerberg 54' |

| Argentina | 0–6      | Canada                                                                        |
| --------- | -------- | ----------------------------------------------------------------------------- |
|           | Chi tiết | Zadorsky 7' (ph.đ.) · Sawicki 20' · Leon 22', 42', 45+1' · Charron-Delage 86' |

| CHDCND Triều Tiên                                                                   | 9–0      | Argentina |
| ----------------------------------------------------------------------------------- | -------- | --------- |
| Yun Hyon-Hi 16' · Kim Un-Hwa 26', 30', 41', 45+2', 56' · Kim Su-Gyong 38', 44', 55' | Chi tiết |           |

| Na Uy                                 | 2–1      | Canada         |
| ------------------------------------- | -------- | -------------- |
| Ad. Hegerberg 52' · An. Hegerberg 79' | Chi tiết | Richardson 44' |

| Na Uy                                                    | 4–1      | Argentina  |
| -------------------------------------------------------- | -------- | ---------- |
| Haavi 25' · Hansen 70' · An. Hegerberg 85' · Skaug 90+3' | Chi tiết | Oviedo 82' |

| Canada     | 1–2      | CHDCND Triều Tiên                        |
| ---------- | -------- | ---------------------------------------- |
| Exeter 12' | Chi tiết | Kim Un-Hwa 33' · Yun Hyon-Hi 78' (ph.đ.) |

### Bảng D
| Đội        | Tr | T | H | B | BT | BB | HS | Đ |
| ---------- | -- | - | - | - | -- | -- | -- | - |
| Đức        | 3  | 3 | 0 | 0 | 8  | 0  | +8 | 9 |
| Hoa Kỳ     | 3  | 1 | 1 | 1 | 5  | 4  | +1 | 4 |
| Trung Quốc | 3  | 1 | 1 | 1 | 2  | 5  | −3 | 4 |
| Ghana      | 3  | 0 | 0 | 3 | 0  | 6  | −6 | 0 |

| Ghana | 0–4      | Hoa Kỳ                                   |
| ----- | -------- | ---------------------------------------- |
|       | Chi tiết | Addai 20' (l.n.) · Hayes 50', 74', 90+2' |

| Đức                                                                | 4–0      | Trung Quốc |
| ------------------------------------------------------------------ | -------- | ---------- |
| Lotzen 3' · Hegenauer 45' · Lâm Vũ Bình 74' (l.n.) · Wensing 90+1' | Chi tiết |            |

| Ghana | 0–1      | Đức          |
| ----- | -------- | ------------ |
|       | Chi tiết | Magull 90+1' |

| Hoa Kỳ    | 1–1      | Trung Quốc     |
| --------- | -------- | -------------- |
| Hayes 36' | Chi tiết | Thẩm Lê Lê 19' |

| Hoa Kỳ | 0–3      | Đức                           |
| ------ | -------- | ----------------------------- |
|        | Chi tiết | Lotzen 35', 53' · Leupolz 55' |

| Trung Quốc         | 1–0      | Ghana |
| ------------------ | -------- | ----- |
| Triệu Hâm Địch 35' | Chi tiết |       |

## Vòng đấu loại trực tiếp
|  | Tứ kết               | Tứ kết            |                   |   | Bán kết       | Bán kết       |  |  | Chung kết | Chung kết |
|  |                      |                   |                   |   |               |               |  |  |           |           |
|  | 30 tháng 8 — Tokyo   |                   |                   |   |               |               |  |  |           |           |
|  |                      |                   |                   |   |               |               |  |  |           |           |
|  | Nigeria (h.p)        | 1                 |                   |   |               |               |  |  |           |           |
|  | Nigeria (h.p)        | 1                 | 4 tháng 9 — Tokyo |   |               |               |  |  |           |           |
|  | México               | 0                 |                   |   |               |               |  |  |           |           |
|  | México               | 0                 | Nigeria           | 0 |               |               |  |  |           |           |
|  | 31 tháng 8 — Saitama |                   | Nigeria           | 0 |               |               |  |  |           |           |
|  |                      | Hoa Kỳ            | 2                 |   |               |               |  |  |           |           |
|  | CHDCND Triều Tiên    | Hoa Kỳ            | 2                 | 1 |               |               |  |  |           |           |
|  | CHDCND Triều Tiên    |                   | 8 tháng 9 — Tokyo | 1 |               |               |  |  |           |           |
|  | Hoa Kỳ (h.p.)        | 2                 |                   |   |               |               |  |  |           |           |
|  | Hoa Kỳ (h.p.)        | 2                 | Hoa Kỳ            | 1 |               |               |  |  |           |           |
|  | 30 tháng 8 — Tokyo   |                   | Hoa Kỳ            | 1 |               |               |  |  |           |           |
|  |                      | Đức               | 0                 |   |               |               |  |  |           |           |
|  | Nhật Bản             | Đức               | 0                 | 3 |               |               |  |  |           |           |
|  | Nhật Bản             | 4 tháng 9 — Tokyo |                   | 3 |               |               |  |  |           |           |
|  | Hàn Quốc             | 1                 |                   |   |               |               |  |  |           |           |
|  | Hàn Quốc             | 1                 | Nhật Bản          | 0 |               |               |  |  |           |           |
|  | 31 tháng 8 — Saitama |                   | Nhật Bản          | 0 |               |               |  |  |           |           |
|  |                      | Đức               | 3                 |   | Tranh hạng ba | Tranh hạng ba |  |  |           |           |
|  | Đức                  | Đức               | 3                 | 4 | Tranh hạng ba | Tranh hạng ba |  |  |           |           |
|  | Đức                  |                   | 8 tháng 9 — Tokyo | 4 |               |               |  |  |           |           |
|  | Na Uy                | 0                 |                   |   |               |               |  |  |           |           |
|  | Na Uy                | 0                 | Nigeria           | 1 |               |               |  |  |           |           |
|  |                      |                   |                   |   |               |               |  |  |           |           |
|  | Nhật Bản             | 2                 |                   |   |               |               |  |  |           |           |
|  | Nhật Bản             | 2                 |                   |   |               |               |  |  |           |           |

### Tứ kết
| Nigeria         | 1–0 (s.h.p.) | México |
| --------------- | ------------ | ------ |
| Oparanozie 109' | Chi tiết     |        |

| Nhật Bản                        | 3–1      | Hàn Quốc         |
| ------------------------------- | -------- | ---------------- |
| Shibata 8', 19' · Tanaka Y. 37' | Chi tiết | Jeoun Eun-Ha 15' |

| Đức                                       | 4–0      | Na Uy |
| ----------------------------------------- | -------- | ----- |
| Lotzen 5', 20' · Leupolz 7' · Wensing 85' | Chi tiết |       |

| CHDCND Triều Tiên | 1–2 (s.h.p.) | Hoa Kỳ                       |
| ----------------- | ------------ | ---------------------------- |
| Kim Su-Gyong 75'  | Chi tiết     | DiBernardo 52' · Ubogagu 98' |

### Bán kết
| Nigeria | 0–2      | Hoa Kỳ               |
| ------- | -------- | -------------------- |
|         | Chi tiết | Brian 22' · Ohai 70' |

| Nhật Bản | 0–3      | Đức                                    |
| -------- | -------- | -------------------------------------- |
|          | Chi tiết | Leupolz 1' · Marozsán 13' · Lotzen 19' |

### Tranh hạng ba

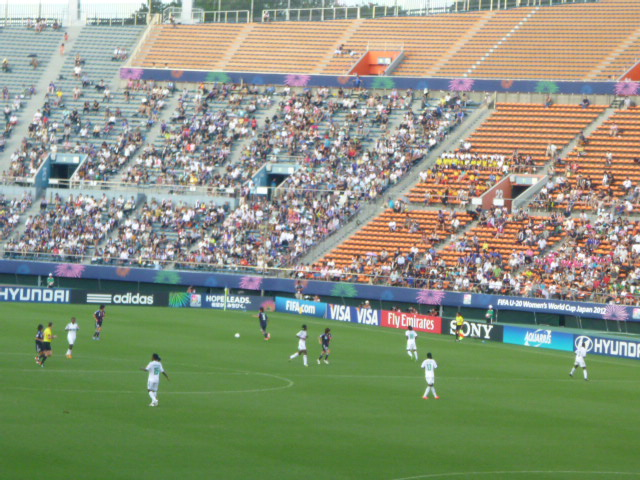
Trận tranh giải ba giữa Nigeria và Nhật Bản

| Nigeria        | 1–2      | Nhật Bản                      |
| -------------- | -------- | ----------------------------- |
| Oparanozie 73' | Chi tiết | Tanaka Y. 24' · Nishikawa 50' |

### Chung kết
| Hoa Kỳ   | 1–0      | Đức |
| -------- | -------- | --- |
| Ohai 44' | Chi tiết |     |

## Thống kê

### Danh sách cầu thủ ghi bàn
7 bàn
- Kim Un-Hwa

6 bàn
- Lena Lotzen
- Tanaka Yōko

5 bàn
- Kim Su-Gyong

4 bàn
- Jeoun Eun-ha
- Maya Hayes
- Francisca Ordega
- Yun Hyon-Hi

3 bàn
- Adriana Leon
- Melanie Leupolz
- Sofia Huerta
- Shibata Hanae
- Desire Oparanozie

2 bàn
- Luisa Wensing
- Kealia Ohai
- Olivia Jiménez
- Caroline Graham Hansen
- Ada Hegerberg
- Andrine Hegerberg
- Rosie White
- Naomoto Hikaru
- Nishikawa Asuka

1 bàn
- Yael Oviedo
- Amanda
- Giovanna Oliveira
- Catherine Charron-Delage
- Christine Exeter
- Jenna Richardson
- Jaclyn Sawicki
- Shelina Zadorsky
- Anja Hegenauer
- Lina Magull
- Dzsenifer Marozsán
- Lee Geum-min
- Morgan Brian
- Vanessa DiBernardo
- Chioma Ubogagu
- Natalia Gómez-Junco
- Yamile Franco
- Emilie Haavi
- Ina Skaug
- Evie Myllin
- Michigami Ayaka
- Yokoyama Kumi
- Osarenoma Igbinovia
- Ngozi Okobe
- Thẩm Lê Lê
- Triệu Hâm Địch
- Elena Linari
- Eseosa Aigbogun

Phản lưới nhà
- Linda Addai (trận gặp Hoa Kỳ)
- Nakada Ayu (trận gặp New Zealand)
- Lâm Vũ Bình (trận gặp Đức)

## Giải thưởng

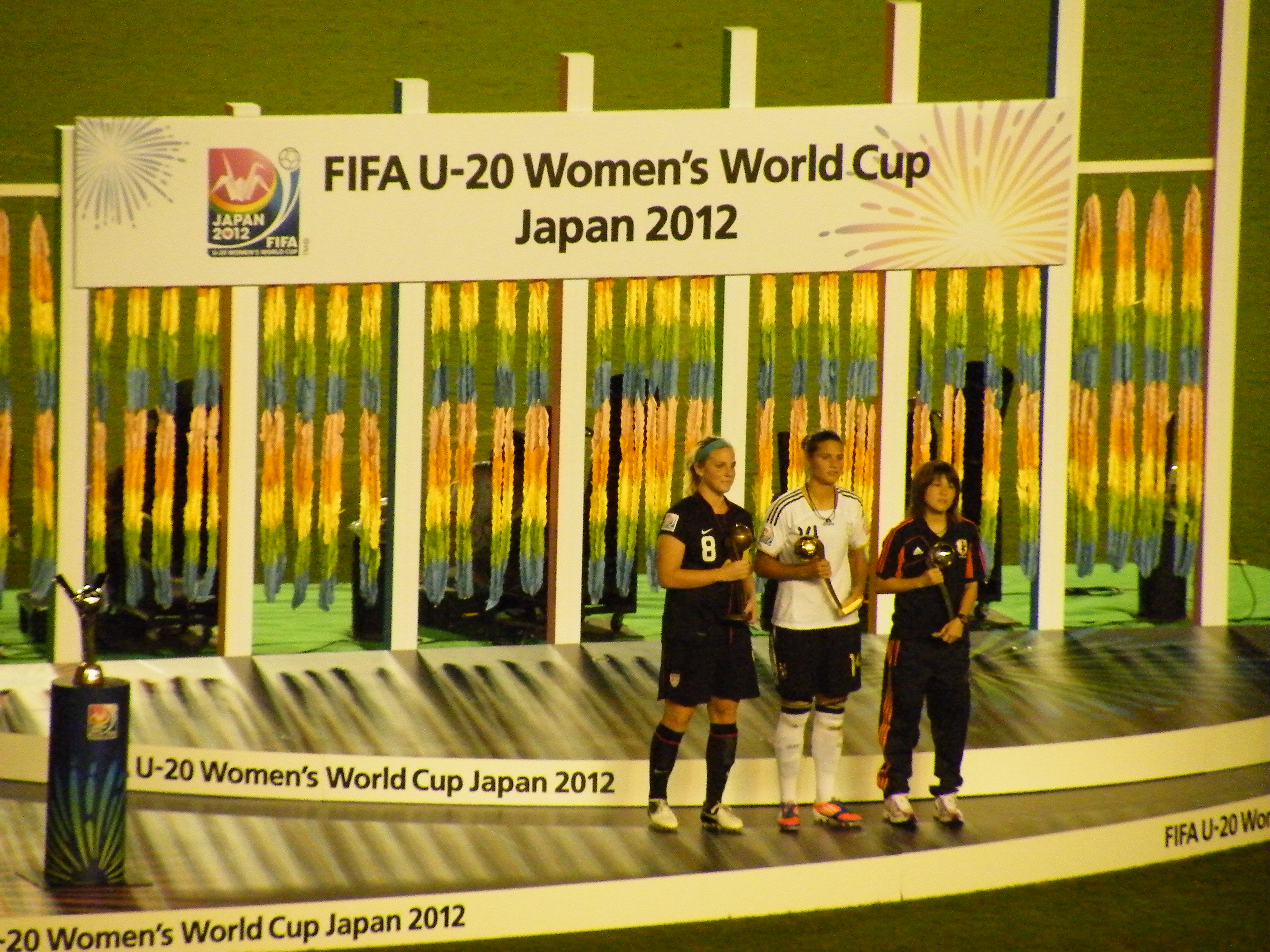
Từ trái sang phải: Julie Johnston (quả bóng đồng), Dzsenifer Marozsán (quả bóng vàng) và Shibata Hanae (quả bóng bạc).

Các giải thưởng được trao sau khi giải đấu kết thúc:
| Quả bóng vàng            | Quả bóng bạc   | Quả bóng đồng   |
| ------------------------ | -------------- | --------------- |
| Dzsenifer Marozsán       | Shibata Hanae  | Julie Johnston  |
| Chiếc giày vàng          | Chiếc giày bạc | Chiếc giày đồng |
| Kim Un-Hwa               | Tanaka Yōko    | Lena Lotzen     |
| 7 bàn                    | 6 bàn          | 6 bàn           |
| Găng tay vàng            |                |                 |
| Laura Benkarth           |                |                 |
| Đội đoạt giải phong cách |                |                 |
| Nhật Bản                 |                |                 |